# CStar
Ne doit pas être confondu avec CStar Hits France.
Pour les articles homonymes, voir D17 (homonymie).
CStar, abréviation de Canal Star, initialement Europe 2 TV, devenue Virgin 17 puis D17, est une chaîne de télévision généraliste privée française nationale à dominante musicale du groupe Canal+, lui-même contrôlé par le groupe Bolloré. La chaîne lancée le 17 octobre 2005 dans sa version initiale Europe 2 TV est disponible sur la TNT, le câble, le satellite et la télévision par xDSL/fibre depuis 2005.
La chaîne est renommée CStar le 5 septembre 2016 à 6 h 15. Le nom de Canal Star intègre le préfixe « Canal » commun aux autres chaînes du groupe, C8 (anciennement D8) et CNews (anciennement I-Télé). Les nouveaux noms des trois chaînes gratuites permettent de les rapprocher du groupe Canal+ et de ses chaînes à péage.

## Histoire

### Avant D17 (2005–2012)
Depuis le 17 octobre 2005, date de lancement du canal 17 de la TNT, plusieurs chaînes se sont succédé sur ce même canal. La chaîne Europe 2 TV est lancée le 17 octobre 2005. Propriété du groupe MCM, elle est renommée en Virgin 17 le 1er janvier 2008 et disparait le 31 août 2010 à la suite du rachat de la chaîne par le groupe Bolloré ; le programme Direct Star est lancé le 1er septembre 2010 et disparait le 7 octobre 2012 après la reprise de la chaîne par le Groupe Canal+.

### D17 (2012–2016)
Le 5 septembre 2011, le groupe Canal+ annonce son intention d'acquérir 60 % de Bolloré Média (avec une option à 100 % sous trois ans), ce qui en ferait le nouveau propriétaire de Direct 8 et de Direct Star. Cette transaction doit être validée par l'Autorité de la concurrence pour pouvoir être finalisée. À l'occasion de l'annonce de ce rachat, Bertrand Meheut annonce dans un entretien donné au journal Les Échos que la programmation des deux chaînes évoluera « progressivement en cohérence avec leur ligne éditoriale actuelle et avec celle des chaînes du groupe Canal+ ». La transaction est signée entre les deux groupes en décembre 2011.
En janvier 2012, Ara Aprikian est nommé à la tête du nouveau pôle des chaînes gratuites du groupe Canal+. Il est notamment chargé de la transformation et de l'intégration de Direct Star au style et à la ligne éditoriale de Canal+. Il propose à cette occasion au CSA une réduction, de 75 % aujourd'hui à 50 % à terme, du temps d'antenne réservé aux programmes musicaux sur la chaîne, soit une réduction de ⅓ du temps d'antenne réservé actuellement à la musique. En mars 2012, Canal+ présente à l'Autorité de la concurrence ses propositions en termes de droits cinématographiques, sportifs et publicitaires pour faire autoriser le rachat.
Le 23 juillet 2012, l'Autorité de la concurrence accepte le rachat de Direct 8 et de Direct Star, sous conditions, par le groupe Canal+, et le CSA valide l'opération le 18 septembre 2012.
Le groupe Canal+ décide alors de renommer la chaîne D17. Une soirée de présentation des projets des nouvelles chaînes D8 et D17 a lieu le jeudi 20 septembre 2012 depuis le carrousel du Louvre à Paris et le rachat effectif au groupe Bolloré de ses deux anciennes chaînes, Direct 8 et Direct Star, est finalisé le 27 septembre 2012. À cette date, les deux chaînes sont sous le plein contrôle opérationnel du groupe Canal+.
Le changement d'identité intervient le dimanche 7 octobre 2012 à 20 h 45.
Le 23 décembre 2013, le Conseil d'État annule l'autorisation de rachat de Direct 8 et de Direct Star par le groupe Canal+ à la suite de la plainte des groupes TF1 et M6. Cette décision, reposant sur un vice de forme et considérant ce rachat comme « partiellement illégal » n'annule toutefois pas la transaction. Canal+ bénéficie alors d'un délai de six mois pour rectifier ces erreurs et représenter son dossier devant le CSA.
En juin 2015, la chaîne passe en haute définition.

### CStar (depuis 2016)
En septembre 2015, le président du Conseil de Surveillance du Groupe Canal+, Vincent Bolloré annonce que les chaînes gratuites D8, I-Télé et D17 vont prochainement être renommées pour devenir respectivement C8, CNews et CStar afin de les rapprocher de Canal+.
Le groupe Canal+ demande durant le mois d'avril 2016 au CSA ce changement d'identité,. La direction du Groupe Canal+ confirme que ce changement de nom sera effectué le 5 septembre 2016.
Le 27 février 2018, le groupe Canal+ lance CStar Hits France, une chaîne musicale diffusant exclusivement des clips français des années 1980 aux années 2020 et disponible dans les offres Canal, sur Freebox TV et La TV d'Orange. Le 16 mai 2018, le CSA autorise la réduction du temps d'antenne réservé aux programmes musicaux sur la chaîne, celui-ci passant de 75 % à 50 %. De ce fait, la grille des programmes évolue, avec la suppression des clips musicaux les samedis et dimanches après-midi. La chaîne doit désormais diffuser un volume minimal annuel de 4435 heures de programmes musicaux. Avec cette nouvelle convention, l'obligation pour la chaîne de diffuser au minimum 450 titres différents par semaine passe à 360 titres et celle de diffuser au minimum 3000 titres différents par année passe à 2400 titres.
En 2024, CStar est candidate au renouvellement de sa fréquence TNT dont la licence arrive à échéance en 2025. La chaîne est auditionnée le 12 juillet 2024 par l'Arcom.
Depuis le 1er mars 2025, CStar reprend quelques programmes de la chaîne C8, après que cette dernière cesse d'émettre, le 28 février 2025.

## Identité graphique

### Logos

Logo de D17 du 7 octobre 2012 au 22 janvier 2016.
Logo de D17 du 22 janvier au 5 septembre 2016.
Logo de CStar depuis le 5 septembre 2016.
Variante du logo de CStar en version monochrome depuis le 5 septembre 2016.

### Slogan
- Depuis le 7 octobre 2012 : « La chaîne musicale et entertainment ».

### Voix off
- Marlène Duret (depuis 2012)
- Cédric Dumond (2012-2013)

## Organisation

### Dirigeants
- Présidents
  - Bertrand Meheut (octobre 2012-septembre 2015)
  - Jean-Christophe Thiery (septembre 2015-mai 2018)
  - Maxime Saada (depuis mai 2018)

- Directeur général des antennes et des programmes du Groupe Canal+
  - Gérald-Brice Viret (depuis décembre 2015)

- Directeur général
  - Christophe Sabot (depuis mars 2016)

### Capital
CStar appartient à 100 % au groupe Canal+[réf. nécessaire].

### Siège
Le siège social de CStar se situe au 1 rue Les Enfants du Paradis à Boulogne-Billancourt puis 50 Rue Camille Desmoulins, 92130 Issy-les-Moulineaux[réf. nécessaire].

## Programmes
La grille de CStar est composée essentiellement de programmes musicaux. Sont également diffusés des magazines, des documentaires, des spectacles, des concerts, des séries, des téléfilms, du cinéma. L'ensemble des programmes ainsi que leur historique de diffusion sont disponibles sur le site de l'Inathèque.

### Émissions musicales
- Des news musicales (depuis 2023)
- Le top avec CStar et Europe 2 (depuis 2024)
- Nuit Club (depuis 2015)
- Nuit Electro (depuis 2015)
- Nuit Française (depuis 2015)
- Nuit Hip-Hop (depuis 2015)
- Nuit Nouveaux talents (depuis 2015)
- Nuit Rap Français (depuis 2015)
- Nuit Rock (depuis 2015)
- Pop session avec CStar et Europe 2 (depuis 2025)
- Top albums (depuis 2017)
- Top Clip (depuis 2012)
- Top CStar (depuis 2009 sous le nom « Top Direct Star » puis « Top D17 »)
- Top France (depuis 2011 sur Direct Star)
- Top Rock (depuis 2012 sur Direct Star)
- Top Streaming (depuis 2015)

### Magazines
- Au cœur de l'enquête (depuis 2019)
- Douane sous haute surveillance (depuis 2018)
- En flagrant délit (depuis 2022; rediffusions du magazine de C8)
- Enquête sous haute tension (depuis 2019; rediffusions du magazine de C8)
- La folie du camping-car (depuis 2024)
- Le meilleur forgeron (depuis 2021)
- Pawn Stars, les rois des enchères (depuis 2015)
- Y'a que la vérité qui compte (depuis 2025; rediffusions du magazine de C8)

### Séries
- Chicago Fire (depuis 2014)

## Animateurs et chroniqueurs

### Animateurs
- Guillaume Lassalle (depuis 2022)
- Myriam Manhattan (depuis 2023)
- Shana Loustau (depuis 2023)
- Sandra Cohen (depuis 2024)
- Greg Guillotin (depuis 2025)

### Anciens animateurs
- Émilie Albertini
- Grégory Galiffi
- Alexandre Delpérier
- Nephael (2012-2018)[21]
- Cartman (2013-2015)[22]
- Miko (2013-2015)
- Vincent Desagnat (2013-2015)[22]
- Stéphanie Loire (2013-2015)[22]
- Valérie Bénaïm (2014)[23]
- Amélie Bitoun (2015-2016)[24]
- Cécilie Conhoc (2015)[25]
- Alicia Fall (2015, 2023-2024)[26],[27]
- Justine Fraioli (2015)
- Caroline Ithurbide (2015)
- Grégory Ascher (2015)
- Dorothée Kristy (2015)[28]
- Salomé Lagresle (2015-2016, 2020)[29],[30]
- Bernard Montiel (2015)[31]
- Jessie Claire (2016-2017)[32]
- Jean-Marc Généreux (2016)[33]
- Énora Malagré (2017)
- Camille Cerf (2016)
- Guillaume Pley (2016-2017)[34]
- Clio Pajczer (2016-2017)
- Sébastien Thoen (2016)[35]
- Matthias Van Khache (2016-2017)
- John Eledjam (2017-2019)[36]
- Morgane Miller (2017, 2019-2020)[37]
- Audrey Merveille (2018)
- Clélie Mathias (2019)
- Juanita Moutama (2019-2020)
- T-Miss (2017-2022)
- Fatia (2020-2023)[38]

## Audience
Dès le 29 avril 2013, afin de commercialiser plus facilement ses espaces publicitaires et prendre connaissance avec précision les résultats d'audience, D17 souscrit au Médiamat quotidien. Le 15 mai 2013, le film Indestructible avec Wesley Snipes a permis à la chaîne de réaliser sa meilleure performance de l'année, en rassemblant 979 000 téléspectateurs, soit une part de marché de 3,7 %. Elle devance ainsi TMC et D8.
Le 13 mars 2014, le film Mission Alcatraz permet à la chaîne de réaliser sa meilleure audience de l'année, avec 762 000 téléspectateurs devant leur écran, soit 3,1 % du public de quatre ans et plus, juste derrière D8 et devant France 4 et TMC.
Le 7 octobre 2015, D17 réalise sa meilleure audience de l'année 2015 avec le film S.W.A.T.: Firefight qui a attiré plus de 710 000 téléspectateurs, soit 3 % du public de quatre ans et plus. Ce soir-là, la chaîne est leader de l'audience TNT, juste devant W9, France 5 et France 4. Le 10 novembre 2016, CStar réalise sa quatrième meilleure audience et sa première meilleure de l'année avec le film La Bataille des Ardennes qui a attiré plus de 700 000 téléspectateurs. Le 26 octobre 2017, CStar réalise sa meilleure audience de l'année avec la rediffusion de La Bataille des Ardennes qui a rassemblé 789 000 téléspectateurs et 3,9 % du public, permettant à la chaîne de se classer en sixième position en prime-time.
En 2021, CStar est en 22e position des chaînes françaises.
|      | Janvier | Février | Mars   | Avril  | Mai    | Juin   | Juillet | Août    | Septembre | Octobre | Novembre | Décembre | Moyenne annuelle |
| ---- | ------- | ------- | ------ | ------ | ------ | ------ | ------- | ------- | --------- | ------- | -------- | -------- | ---------------- |
| 2012 |         |         |        |        |        |        |         |         |           | 1,2 %   | 1,2 %    | 1,3 %    | 1,2 %            |
| 2013 | 1,2 %   | 1,2 %   | 1,2 %  | 1,3 %  | 1,4 %* | 1,3 %  | 1,3 %   | 1,3 %   | 1,3 %     | 1,2 %   | 1,2 %    | 1,3 %    | 1,3 %*           |
| 2014 | 1,1 %   | 1,1 %   | 1,2 %  | 1,2 %  | 1,3 %  | 1,2 %  | 1,1 %   | 1,3 %   | 1,1 %     | 1,1 %   | 1,0 %    | 1,2 %    | 1,2 %            |
| 2015 | 1,1 %   | 1,1 %   | 1,1 %  | 1,2 %  | 1,3 %  | 1,2 %  | 1,1 %   | 1,2 %   | 1,2 %     | 1,2 %   | 1,2 %    | 1,2 %    | 1,2 %            |
| 2016 | 1,1 %   | 1,1 %   | 1,2 %  | 1,3 %  | 1,3 %  | 1,2 %  | 1,3 %   | 1,2 %   | 1,3 %     | 1,2 %   | 1,2 %    | 1,2 %    | 1,2 %            |
| 2017 | 1,1 %   | 1,1 %   | 1,1 %  | 1,2 %  | 1,2 %  | 1,2 %  | 1,3 %   | 1,3 %   | 1,2 %     | 1,1 %   | 1,2 %    | 1,1 %    | 1,2 %            |
| 2018 | 1,0 %   | 1,0 %   | 1,1 %  | 1,2 %  | 1,1 %, | 1,1 %, | 1,1 %,  | 1,1 %,  | 1,0 %     | 1,1 %,  | 1,1 %,   | 1,1 %,   | 1,1 %            |
| 2019 | 1,1 %   | 1,2 %   | 1,2 %  | 1,3 %  | 1,3 %  | 1,2 %  | 1,1 %   | 1,1 %   | 1,1 %     | 1,1 %   | 1,1 %    | 1,1 %    | 1,2 %            |
| 2020 | 0,9 %   | 1,1 %,  | 1,1 %, | 1,1 %, | 1,2 %, | 1,2 %, | 1,2 %,  | 1,2 %,  | 1,0 %     | 1,1 %   | 1,2 %    | 1,1 %    | 1,1 %            |
| 2021 | 1,1 %   | 1,0 %   | 1,1 %, | 1,1 %, | 1,1 %, | 1,1 %, | 1,1 %,  | 1,1 %,  | 1,1 %,    | 1,2 %,  | 1,2 %,   | 1,1 %    | 1,1 %            |
| 2022 | 1,1 %   | 1,0 %   | 1,2 %  | 1,1 %, | 1,1 %, | 1,1 %, | 1,0 %,  | 1,0 %,  | 1,0 %,    | 1,1 %,  | 1,1 %,   | 1,1 %,   | 1,1 %            |
| 2023 | 1,0 %,  | 1,0 %,  | 1,1 %  | 1,2 %, | 1,2 %, | 1,1 %, | 1,1 %,  | 1,2 %,  | 1,2 %,    | 1,1 %   | 1,2 %    | 1,2 %    | 1,1 %            |
| 2024 | 1,1 %   | 1,0 %,  | 1,0 %, | 1,0 %, | 1,1 %, | 1,1 %, | 0,9 %   | 0,8 %** | 1,0 %     | 1,1 %,  | 1,1 %,   | 1,2 %    | 1,0 %**          |
| 2025 | 1,1 %   | 1,0 %   | 1,3 %, | 1,3 %, | 1,4 %* | 1,3 %  | 1,2 %   |         |           |         |          |          |                  |

Info : la moyenne annuelle est arrondie.
Légende :

* : maximum historique.
** : minimum historique.
Meilleur score mensuel de l'année.
Moins bon score mensuel de l'année.

## Diffusion

### Satellite
CStar est diffusée par satellite sur les bouquets Bis Télévisions (Hot-Bird à 12,539 GHz, H, 27500, 3/4), Canalsat (Astra 1 à 11,538 GHz, V, 22000, 5/6) et sur une de ses déclinaisons ultramarines CanalSat Caraïbes, la TV d'Orange et la TV d'Orange Caraïbe, ainsi que sur le Bouquet TV de SFR (Sat). Elle fait également partie de l'offre gratuite FRANSAT (via Eutelsat 5 West A) et TNTSAT (via Astra 1) qui permettent de recevoir les chaînes de la TNT par satellite, sans abonnement, dans les zones non couvertes par la TNT Mediaserv.
Elle est aussi diffusée sur le bouquet satellite belge et luxembourgeois TéléSAT.

### Télévision IP
CStar est diffusée sur les bouquets de télévision IP par ADSL et FTTH en France (Freebox TV, la TV d'Orange, la TV de SFR, BBox TV, Dartybox, Box Mediaserv et OnlyBox).
La chaîne est disponible gratuitement via un flux en direct sur MyCanal.

### CStar Connect
Le 1er juin 2015, la chaîne lance la fonction « Connect », qui permet de se synchroniser avec le programme en cours de diffusion, via l'application CStar et de découvrir plus de contenu, comme des clips, des sessions lives ainsi que de gagner des places de concerts.
L'application D17 Connect devient CStar Connect au moment du changement de nom de la chaîne.
En décembre 2017, l'application et le site internet de CStar sont fermés, transférés vers MyCanal.